# ラヴ・オーヴァー・ゴールド
『ラヴ・オーヴァー・ゴールド』（Love Over Gold）は、イギリスのロック・バンド、ダイアー・ストレイツが1982年に発表した4作目のスタジオ・アルバム。1980年のツアーより加入した新メンバーのハル・リンデスとアラン・クラークが初参加したアルバムである。

## 背景
「テレグラフ・ロード」のタイトルは、アメリカの国道24号線のうちミシガン州を走る部分の別名に由来しており、マーク・ノップラーはツアー・バスでテレグラフ・ロードを通った体験と、クヌート・ハムスンの小説『土の恵み』にインスパイアされてこの曲を作った。
本作が制作されていた頃、ノップラーは女性視点の曲「プライヴェート・ダンサー」も完成させていたが、最終的には自分でこの曲を歌うことに難色を示し、ティナ・ターナーのアルバム『プライヴェート・ダンサー』（1984年）に提供した。なお、ターナーのヴァージョンのレコーディングには、ノップラーを除くダイアー・ストレイツのメンバーが参加し、ノップラーの代わりにジェフ・ベックがギターを弾いている。
本作のレコーディングには、ジャズ・ミュージシャンのマイク・マイニエリがゲスト参加した。なお、ノップラーはマイニエリのアルバム『Wanderlust』（1981年）を聴いて、同アルバムの制作に関与したニール・ドーフスマンに興味を抱き、本作でドーフスマンをレコーディング・エンジニアに起用した後、アルバム『ブラザーズ・イン・アームス』（1985年）では共同プロデューサーに迎えている。
本作のレコーディングを最後に、オリジナル・メンバーの一人ピック・ウィザースがバンドを脱退。そして、元ロックパイルのテリー・ウィリアムズが後任ドラマーとして加入した。

## 反響
母国イギリスでは、本作からの先行シングル「哀しみのダイアリー」が全英シングルチャートで2位を記録し、バンド初の全英トップ5シングルとなる。そして、本作は全英アルバムチャートで4週にわたり1位を獲得し、200週チャート圏内に入った。
ニュージーランドのアルバム・チャートでは27週連続でトップ10入りし、そのうち12週にわたって1位を獲得する大ヒットとなった。その後も度々チャート圏内に再浮上して、1986年6月にも2週トップ10入りしている。オランダのアルバム・チャートでは6週、ノルウェーのアルバム・チャートでは5週にわたり1位を獲得した。
アメリカでは本作がBillboard 200で19位に達し、1986年4月にはRIAAによってゴールドディスクに認定された。また、アメリカでは「公害病」がシングル・カットされ、総合シングル・チャートのBillboard Hot 100で75位、『ビルボード』のメインストリーム・ロック・チャートでは9位を記録した。
日本では、『コミュニケ』（1979年）以来となるオリコンLPチャートのトップ100入りを果たしている。

## 評価
Stephen Thomas Erlewineはオールミュージックにおいて5点満点中4点を付け「14分に及ぶオープニング曲"Telegraph Road"を含む5曲しか収録されておらず、ある意味、彼らのプログ・ロック的な試みといえるアルバム」と評している。また、デヴィッド・フリックは『ローリング・ストーン』誌のレビューで5点満点中4点を付け「殆どのポップ・ミュージックが製品とみなされている時代にあって、『ラヴ・オーヴァー・ゴールド』は敢えて、エアプレイよりも芸術性を優先した」と評している。

## 収録曲
全曲ともマーク・ノップラー作。
1. テレグラフ・ロード "Telegraph Road" – 14:18
2. 哀しみのダイアリー "Private Investigations" – 6:46
3. 公害病 "Industrial Disease" – 5:50
4. ラヴ・オーヴァー・ゴールド "Love Over Gold" – 6:17
5. イット・ネヴァー・レインズ "It Never Rains" – 7:59

## 他メディアでの使用例
ビル・フォーサイスが監督した1983年のイギリス映画『アイスクリーム・コネクション』では、マーク・ノップラーがサウンドトラックを制作し、「テレグラフ・ロード」と「哀しみのダイアリー」といった本作からの曲も流用された。なお、フォーサイスは同作について「『ラヴ・オーヴァー・ゴールド』のトーンを反映してみた」と説明している。

## 参加ミュージシャン
- マーク・ノップラー - ボーカル、ギター
- ハル・リンデス - ギター
- アラン・クラーク - キーボード
- ジョン・イルズリー - ベース、バックグラウンド・ボーカル
- ピック・ウィザース - ドラムス

アディショナル・ミュージシャン
- マイク・マイニエリ - ヴィブラフォン、マリンバ(on #2, #4)
- エド・ウォルシュ - シンセサイザー・プログラム